# Корпи, Рауно
Ра́уно Ко́рпи (фин. Rauno "Rane" Korpi, 25 июня 1951, Тампере, Финляндия) — финский тренер по хоккею с шайбой. Тренировал Сборную Финляндии по хоккею с шайбой в 1986—1987 годах, а также Женскую сборную Финляндии (1996—1998) и Молодёжную сборную.
В 1979—1982, 1985—1991 и 1997—1998 работал главным тренером СМ-Лиги в Таппара. В качестве тренера привёл женскую хоккейную команду Финляндии к бронзовым медалям на Олимпийских Играх в Нагано в 1998 году.
Лучшим результатом мужской сборной Финляндии стало 4-е место на чемпионате мира в Москве.
Занял 167-е место в Зале хоккейной славы Финляндии.
Отец фигуристки Кийры Корпи.